# كارفا شوت
كارفا شوت أو كارفا تشاوث أو كارفا شوث، (بالهندية: करवा चौथ)، (بالإنجليزية: Karva Chauth)‏، هُوّ عيد سنوي لمُدَّة يوم واحد تحتفل به نساء الهندوس المتزوجات في شمال الهند وولاية غوجرات وأجزاء من باكستان حيثُ فيه تصوم النساء المتزوجات من شروق الشمس حتى رؤية القمر في الليل، ويفعلن هذا تضرعاً للإله سوريا وآلهة القمر من أجل سلامة وصحة وطول عُمر أزواجهن. وهذا الصوم يجري عادةً في ولايات راجستان، وأجزاء مِن ولاية أتر برديش، هيماجل برديش وهاريانا والبنجاب وأوتاراخند وجامو وكشمير، تشاتيسغار وغوجرات وماديا براديش. وهذا العيد يبدأ في رابع يوم بعد البدر، في شهر كارتيك حسب التقويم الهندوسي. في بعض الأحيان هذا اليوم تصومه النساء غير المتزوجات من أجل الخطيب أو الزوج المُنتظر والمرجو. ولا تأكل المرأة أو تشرب أيَّ شيء من طلوع الشمس حتى ترى القمر في الليل ثُمّ توجه نظرها إلى وجه زوجها عبر غربال أو شيء يضع حاجز بينهما ولكنه شفاف بحيثُ ترى الزوجة زوجها من خلاله.
هُناك عيد مُماثل لهذا العيد في الهند وهُوّ عيد تشهاث الذي يُحتفل به في تشاتيسغار وماديا براديش، وجهارخاند وغرب بهوجبري.

## التسمية
كلمة كارفا هيّ مُرادف آخر لكلمة قدْر (قدر من الخزف لحفظ الماء)، وشَوت أو تشاوث أو شَوث تعني «الرابع» في اللغة الهندية وهو إشارة إلى حقيقة أن العيد يقع في اليوم الرابع من النصف الثاني من الشهر القمري، أي كريشنا باكش، من شهر كارتيك الهندوسي.

## الطقوس

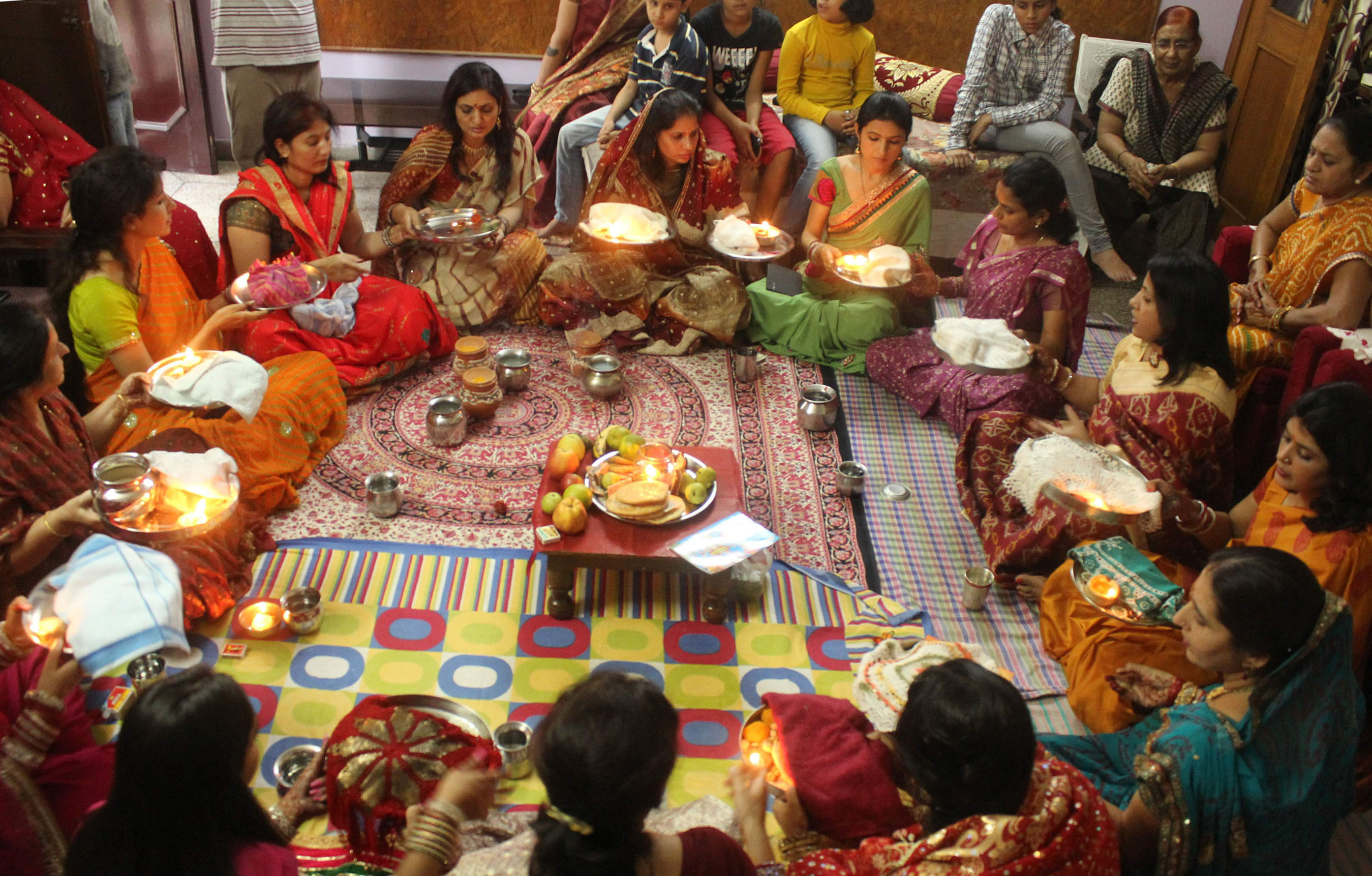

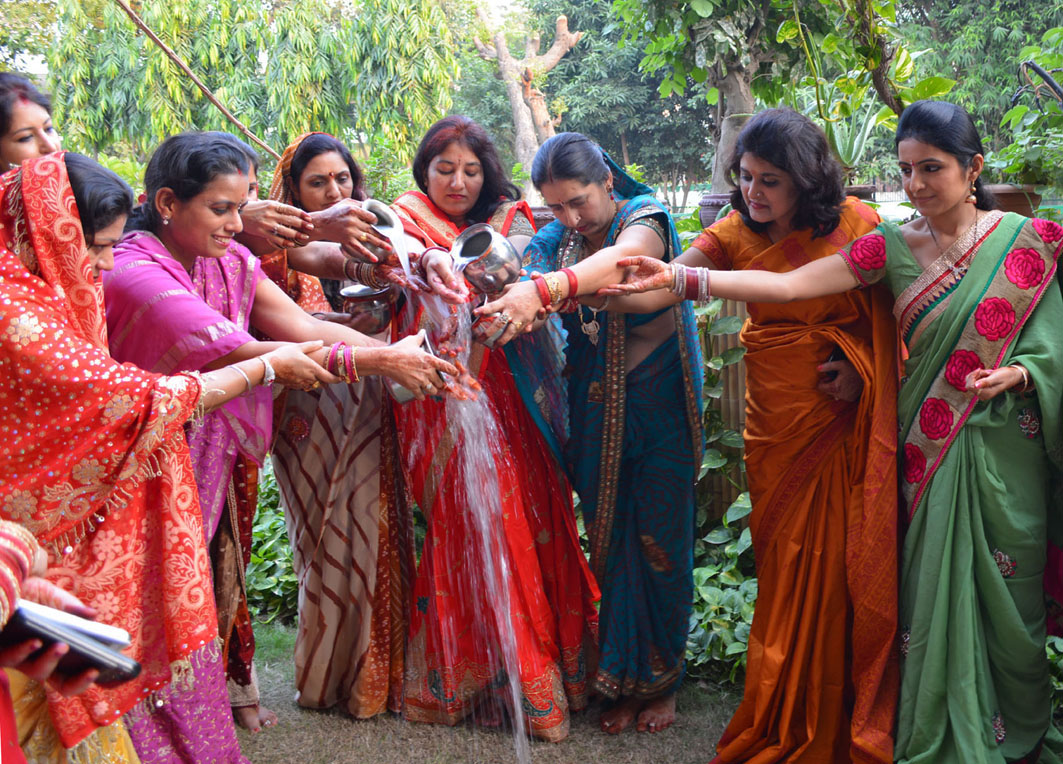

تبدأ تحضيرات النساء لهذا العيد قبل أيام من موعدهـ عن طريق شراء مستحضرات التجميل والمجوهرات والزينة التقليدية لأيّ امرأة هنديّة، إضافةً إلى شراء الأدوات الخاصة بالبوجا وهيّ الصلاة عند الهندوس والحناء والحلويات ومصابيح كارفا التي قد لا يراها الشخص غير الهندي إلا في الأفلام الهندية (وهيّ أوعية صغيرة الحجم تشبه الصحون داخلها شموع زيتية يقمن النساء بإضاءتها فتفوح منها رائعة زكية ثُمّ يضعنها فوق ماء النوافير أو الأنهار ويتركنها لتنطفئ وحدها).
في العيد يستيقظن نساء البنجاب قبل شروق الشمس لتناول الطعام والشراب، وفي ولاية أتر برديش يأكلن النساء إحدى الأكلات المحلية مع الحليب والسكر وذلك حتى يُساعدهن هذا على البقاء طول اليوم التالي بدون ماء. وبالنسبة للبنجاب فإنَّ طبق السارغي جزء مُهم من سحورهن وأيضًا حلوى فينيا جزء من تقاليد وعادات الكارفا شوت لدى الهندوس في البنجاب، وهُناك عادة وهيّ أنَّ طبق السارغي لا يُطبخ في بيت الزوجة بل ترسله لها حماتها وإذا كانت الحماة تعيش مع زوجة ابنها فإنَّ الحماة تقوم بإعداد الطبق بنفسها قبل الفجر.
يبدأ الصيام مع شروق الشمس وطلوعها، لا تكون الزوجةً عادة وحدها ولا يمر يومها مثل أي يوم عادي إذ هُوّ أشبه بعيد نسائي، منذُ الصباح يجتمعن القريبات والصديقات في بيت إحداهن وهُن بأبهى حلة يرتدين أفضل ملابسهن وأغلى مجوهراتهن ويضعن المكياج، من ضمن الطقوس التي يقمن بها أثناء النهار هيّ تزيين أيديهن وأقدامهن بنقشات ورسمات الحناء وغيرها من مستحضرات التجميل والمكياج إذ يقمن بتزيين بعضهن البعض استعداداً للاحتفال الأكبر في الليل، وهُناك عادات أُخرى في بعض الولايات منها تبادل المجوهرات والهدايا غالية الثمن والأطعمة والحلويات بشتّى أنواعها وحتى الأقمشة الصغيرة مِثل المناديل الجميلة، وغالباً تقوم أم الزوج في هذا اليوم بإعطاء كنتها الأساور الذهبية وبالمثل الآباء والأمهات يرسلون لبيت بنتهم الهدايا لها ولأطفالها.
في المساء، غالباً ما يكن النساء قد تحضرن للاحتفال ولبسن ملابسهن ومجوهراتهن وقمن بوضع الحناء والزينة عندها يبدأ الحفل والطقوس الدينية والاحتفالية، وفي بعض المناطق تتزين النساء مِثل العرائس ويلبسن ملابس الزفاف. وتكون ملابسهن إما الساري أو سلوار قميص ويكون لونه في الغالب أحمر اللون وإن لم يكن أحمر فإنه يكون إما ذهبي أو برتقالي إذ هي ألون ميمونة عند الهندوس.
في ولاية أتر برديش بعد التزين وحلول المساء يجلسن النساء حول دائرة مع بعضهن وتبدأ طقوس البوجا وعند نهايتهن من الصلاة تبدأ امرأة مسنة أو كاهن برواية قصة أو أسطورة من أساطير الهندوس ثُمّ يبدأ الجميع بغناء أغنية خاصة بكارفا شوت بشكلٍ جماعي ويبدأ بعدها غناء الأناشيد الدينية والأهازيج المتوارثة جيلاً عن جيل والرقص عليها.
تمضي النساء الليل بالصلاة والغناء والاحتفال مع بعضهن فوق سطح أو باحة مكشوفة السقف وذلك حتى يفطرن حالما يظهر البدر في كبد السماء إضافة إلى ذلك يروين القصص، وأيضًا تحضر كل امرأة من بيتها الحلويات والأطعمة إلى مكان الاحتفال وتتبادل كل امرأة مع أُخرى الطعام الذي أحضرته، وخلال الاحتفال يبقى الرجال والأزواج بعيدين عن النساء حتى يطلع القمر، وما آن يبزغ القمر الكامل وتستطيع النساء رؤيته يُنادى على الرجال فيأتون عند النساء اللاتي وقتها يحملن في أيديهن الغربال أو قطعة قماش شفافة ثُمّ يقف أزواجهن أمامهن بمُحاذاة القمر فتنظر المرأة باتجاه القمر وتدعو الإله الهندوسي سوريا أن يقوم بتمديد عمُر زوجها وأن يمده بالصحة والعافية والسلامة طول حياته ثُمّ تحول نظرها إلى وجه زوجها ويؤمن الهندوس أنّ بهذه الطريقة تهزم المرأة إله الموت ياما، بينما الزوجة على هذه الوضعية يأخذ الزوج كأس صغير يحوي الماء ويشرب المرأة أول قطرة ثُمّ يطعمها لقمة من الطعام بيديه أثناء وقوفهما، ولا يتم فعل هذا بشكلٍ فردي بل بشكلٍ جماعي إذ تصف النساء بصف واحد وأزواجهن بصف واحد ويقدمون لهن الطعام والماء بذات الوقت، بعد ذلك تبدأ كل امرأة بأكل طعامها وحدها.

## الأساطير الشعبية
تلتف حول الكارفا شوت الكثير من الأساطير والقصص الهندوسيّة، مِنها:

### قصة الملكة فيرفاتي
كان هُناك ملكة هندية جميلة اسمها فيرفاتي وهيّ الأخت الوحيدة لسبعة إخوة يحبونها، أمضت فيرفاتي أول صيام كارفا شوت لها كامرأة متزوجة في بيت والديها، وكان صيامها يمر بشكل جيد خلال النهار، ولكن بحلول المساء نَفِذ صبر فيرفاتي وساءت صحتها بسبب عطشها وجوعها الكبير، عندما رأها إخوانها بهذه الحال الصعبة والسيئة لم يتحملوا حالها هذا لذا قاموا بتدبير خدعة لأختهم وجعلوها تصدق أنَّ القمر قد بان وظهر، صدقتهم فيرفاتي فكسرت صومها وفطرت، وما آن أكلت حتى وصلت إليها الأخبار التي تقول أنَّ زوجها الملك قد مات بسبب ذلك، أُصِيبت بالحزن وظلت تبكي طيلة الليل فاضطرت الآلهة الهندوسية شاكتي للظهور لها وسألتها لما تبكي، فأخبرتها فيرفاتي بما حدث، فأعلمتها الآلهة أنَّ إخوانها خدعوها وتسببوا بهذا الأمر وطلبت منها أن تصوم كارفا شوت مرة أُخرى بإخلاص وإيمان، وما آن صامت فيرفاتي أُجبِر إله الموت ياما على لإعادة زوجها إلى الحياة.
وهُناك قصة أُخرى لذات الملكة تقول أنّه عندما مات زوجها ظهر لها الإله شيفا والآلهة بارفاتي فأخبرتها بارفاتي بخداع إخوانها لها ثُمّ قامت الآلهة بقطع أصبعها وأعطت فيرفاتي بضع قطرات من دمها المقدس وأمرتها أن ترشه على زوجها الملك فقامت فيرفاتي بذلك وما آن رشت دم بارفاتي على زوجها الميت عاد إلى الحياة وعاشوا بسعادة.

### أسطورة كارفا
كان يوجد امرأة تُدعى كارفا تعشق زوجها وتُكرس نفسها له، وفي أحد الأيام أثناء استحمام زوجها في النهر انقض عليه تمساح وحبسه عنده، فطلبت كارفا من إله الموت ياما أن يرسل التمساح للنار بسبب ما فعله، فرفض ياما هذا، عندها قامت كارفا بتهديده بأن تلقي بلعنتها عليه وتدمره، فخاف ياما من أن تُلقى عليه لعنة زوجة مخلصة فقام بإرسال التمساح إلى الجحيم وبارك كارفا وزوجها وكتب لهما حياةً طويلة فعاشت كارفا مع زوجها بسعادة طيلة سنين لذا سُمي هذا الصيام والعيد باسمها.

## كارفا شوت اليوم
في مُجتمع شمال الهند الحديث يُعتبر صيام المرأة من أجل زوجها تقليداً رومانسياً أكثر من كونه دينياً ويعتبرون أنّه تعبيراً للحب بين الزوج وزوجته أكثر من أنّه عبادة تقوم بها نساء الهندوس، وفي أفلام بوليوود يُحتفل به بالكثير من الأفلام كحدث رومانسي، مِثل فيلم رجوع العاشق المجنون (ديوالي دولهانيا لي جاينقي) حيثُ بطلة الفيلم سيمران (كاجول) امرأة غير متزوجة رُغم ذلك صامت صيام كارفا شوت لتعبر عن حبها لراج بطل الفيلم (شاروخان) وبالمثل البطل قام بالصيام سراً تعبيراً عن تعاطفه معها وحبه لها، وكذلك خلال النهار كان يحثها على كسر صيامها قبل طلوع القمر بسبب تعبها، وفي فيلم باغبان الذي لعب فيه أميتاب باتشان وهيما ماليني دور البطولة كان أميتاب يحث زوجته هيما على كسر صيامها عبر الهاتف لأنهم انفصلوا عن بعضهم البعض بسبب أولادهم غير المهتمين بأمرهم وقاموا بتفريقهم، بالمثل على أرض الواقع يتم تغطية أخبار الكثير من الشخصيات المشهورة الغير متزوجة التي رغم ذلك تصوم هذا اليوم ويهتم الجمهور والصحافة بكون الأمر يُشير لحب كبير بينهم، ومِثل عيد الحب بعض النساء يقمن بصوم هذا اليوم رُغم عدم وجود رجل بحياتهن. وبالنسبة لنجمات بوليوود فإنَّ صيامهن هذا العيد من أجل أزواجهن يحظى بالكثير من المتابعة والاهتمام من الناس مِثل صيام آيشواريا راي لزوجها أبهيشيك باتشان وصيام توينكل خانا لأجل زوجها أكشاي كومار.

### انتقادات
في العصر الحديث تعرض تقليد كارفا شوت للكثير من الانتقادات من زعماء جمعيات تحرير المرأة في الهند، وذلك لعدة أسباب منها أنّه صيام للنساء فقط لذا اتُهِم بالتمييز على أساس الجنس، وكانت هُناك دعوات لإلغاء العيد ومنعه في الهند من قِبل ناشطين، ويعتبر البعض كارفا شوت رمزاً لقمع المرأة واستعباد الرجال لها عند بعض النسويون.

## السيخية وكارفا شوت
يُعدُّ كارفا شوت جزءً من ثقافة وتقاليد البنجاب الشعبية، لذا بعض نساء السيخ في البنجاب يقمن بصيام كارفا شوت رُغم كونه تلقيد وعيد هندوسي، وعندما يفعلن ذلك فلا يعني هذا إيمان السيخ بعقائد الهندوس بل كعادة من العادات المحلية وعلى العكس السيخية لا تؤمن بالصيام وهو ليس من عقيدتها التي تُعارض الزهد والتقشف والعبادات ذات الفائدة الروحية بما في ذلك الحج والصوم.